# Região Geográfica Imediata de Aracati
A Região Geográfica Imediata de Aracati é uma das dezoito regiões imediatas do estado brasileiro do Ceará, uma das três regiões imediatas que compõem a Região Geográfica Intermediária de Quixadá e uma das 509 regiões imediatas no Brasil, criadas pelo IBGE em 2017.
É composta por cinco municípios, sendo que o mais populoso é Aracati.

## Municípios
- Aracati
- Fortim
- Icapuí
- Itaiçaba
- Jaguaruana